# Heterarmia conjunctaria
Heterarmia conjunctaria là một loài bướm đêm trong họ Geometridae.